# Extinción masiva del Cretácico-Paleógeno

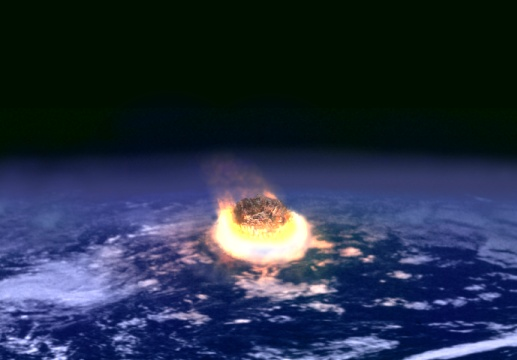
Representación artística de un asteroide de unos 10-15 kilómetros de diámetro que choca con la Tierra. Tal impacto puede liberar la energía equivalente a varios millones de armas nucleares que detonan simultáneamente.

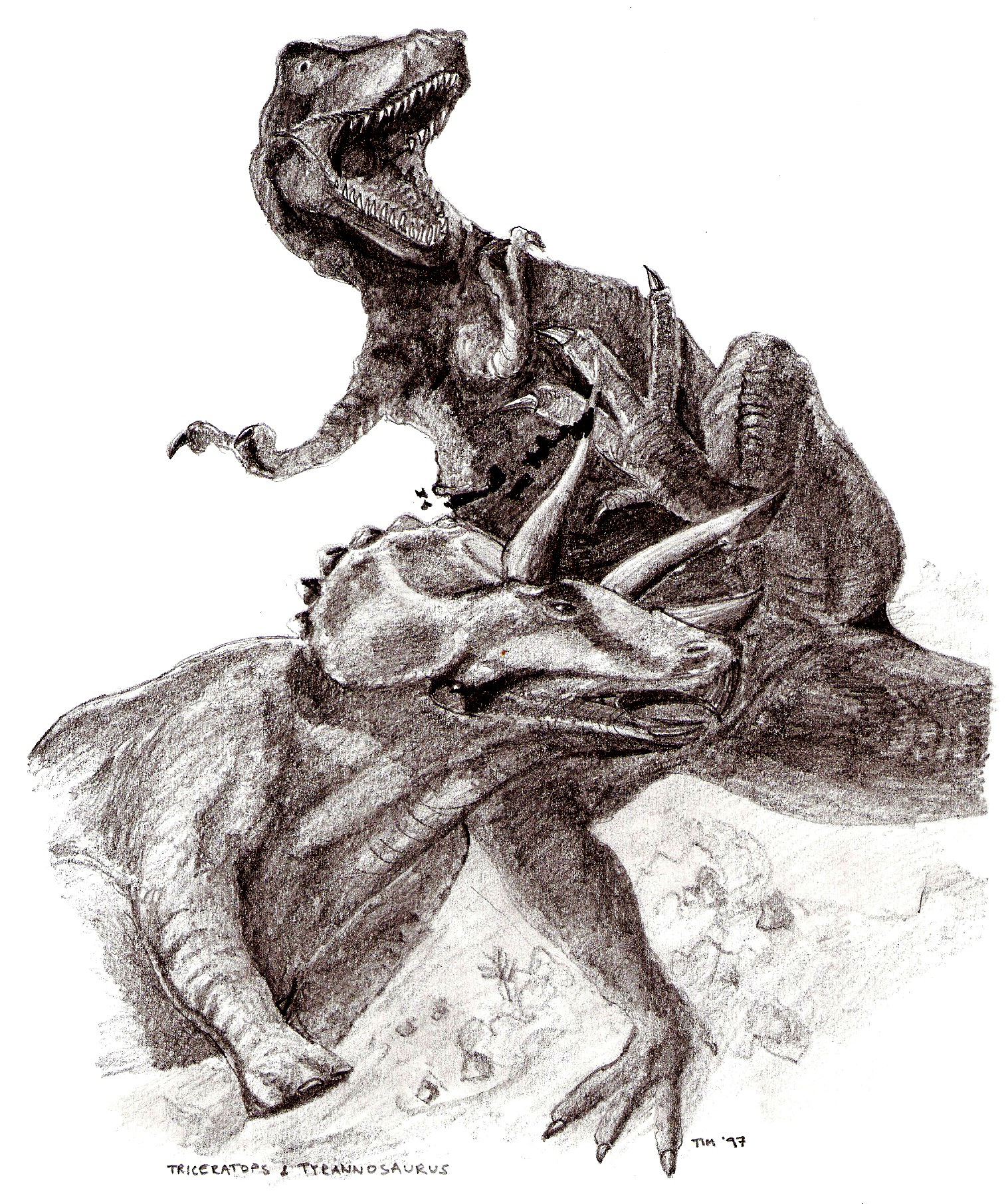
Triceratops y Tyrannosaurus, dos ejemplos de dinosaurios extintos en este episodio.

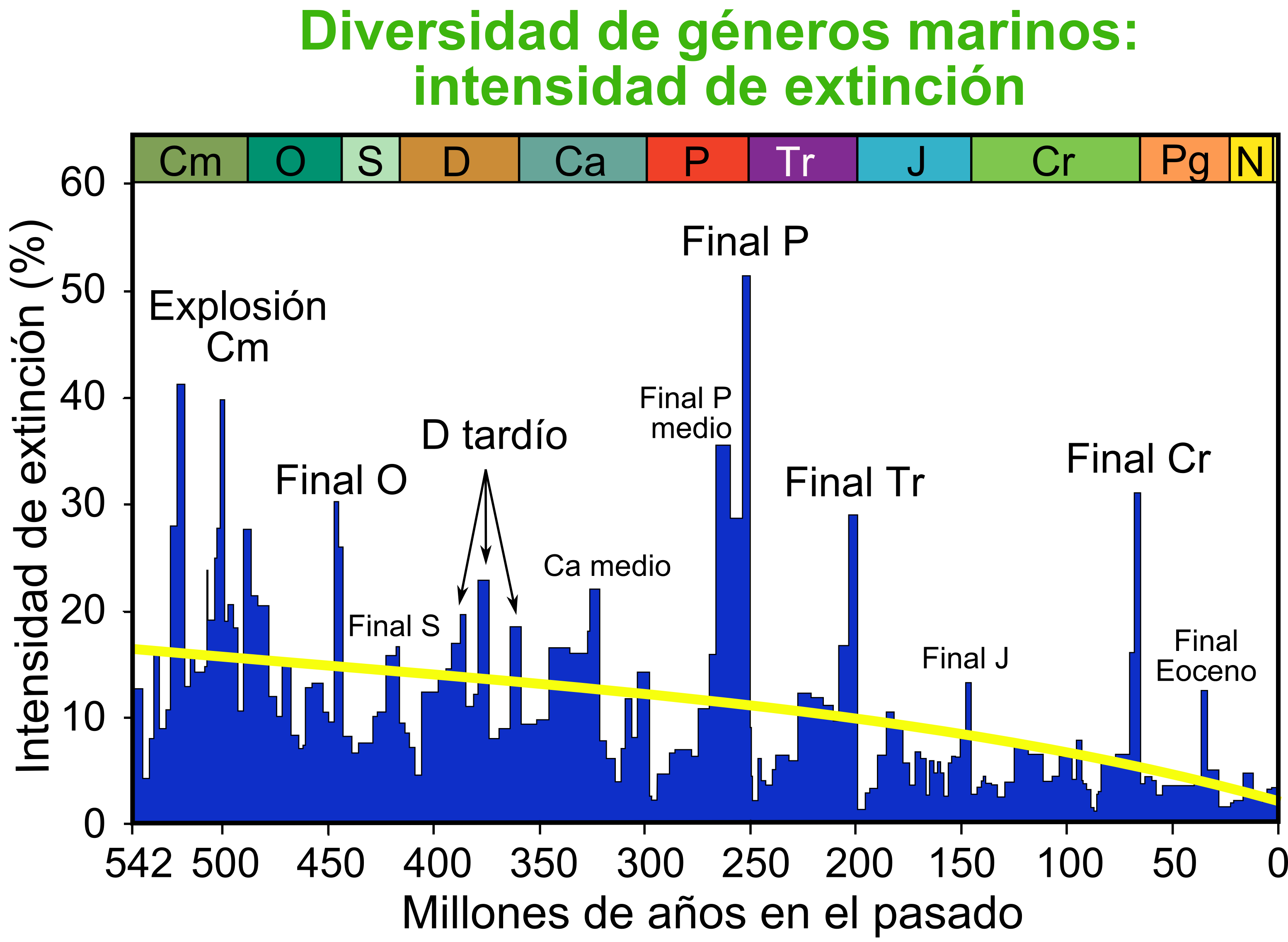
Intensidad de las extinciones a lo largo de la historia de la vida. La extinción del Cretácico está representada por «Final Cr».

La extinción masiva del Cretácico-Paleógeno  (K–Pg) (anteriormente conocida como Cretácico-Terciario (K–T) fue una extinción masiva repentina de tres cuartas partes de las especies de plantas y animales de la Tierra, hace aproximadamente 66 millones de años. La mayoría de especies de tetrápodos que pesaran más de 25 kg se extinguieron, con la excepción de algunas especies ectotérmicas como las tortugas marinas y los cocodrilos. Marcó el final del período Cretácico y el de la era Mesozoica, al tiempo que presagiaba el comienzo del Paleógeno, primer periodo de la era Cenozoica, que continúa hasta nuestros días.
En el registro geológico, el evento K–Pg está marcado por una capa delgada de sedimento llamada límite K–Pg, que se puede encontrar en todo el mundo en rocas marinas y terrestres. La arcilla límite muestra niveles inusualmente altos de iridio metálico, un elemento que es más común en los asteroides que en la corteza terrestre.
Como fue propuesto originalmente en 1980 por un equipo de científicos dirigido por Luis Alvarez y su hijo Walter, ahora se piensa generalmente que la extinción K – Pg fue causada por el impacto de un cometa o asteroide masivo, de 10 a 15  km de ancho, hace 66 millones de años, que devastó el medio ambiente global, principalmente a través de un invierno de impacto prolongado que detuvo la fotosíntesis en plantas y plancton. La hipótesis del impacto, también conocida como la hipótesis Álvarez, fue reforzada por el descubrimiento a principios de la década de 1990 del cráter Chicxulub, de 180 km, en el golfo de México, en la península de Yucatán,  que proporcionó evidencia concluyente de que la arcilla del límite K-Pg representaba escombros de un impacto de asteroide. El hecho de que las extinciones ocurrieran simultáneamente proporciona una fuerte evidencia de que fueron causadas por el asteroide. Un proyecto de 2016 de perforación  en el anillo de pico de Chicxulub confirmó que el anillo estaba compuesto por granitos expulsados en minutos desde las profundidades de la tierra, pero casi no encontró yeso, la roca del fondo marino habitual en la región  que contiene sulfato: el yeso se habría vaporizado y dispersado en forma de aerosol en la atmósfera, provocando efectos a largo plazo en el clima y en la cadena alimentaria. En octubre de 2019, investigadores informaron que el evento rápidamente acidificó los océanos, produciendo un colapso ecológico y, de esta manera, también produjo efectos duraderos en el clima, y en consecuencia fue una razón clave para la extinción masiva a fines del Cretácico.   En enero de 2020, científicos informaron de nuevas pruebas de que el evento de extinción fue principalmente el resultado del impacto de un meteorito y no del vulcanismo.
Otros factores causales o que contribuyeron a la extinción pueden haber sido las erupciones volcánicas que ocasionaron los traps del Decán y otras erupciones,  el cambio climático y el cambio del nivel del mar.
Una amplia gama de especies perecieron en la extinción K – Pg, siendo las más conocidas los dinosaurios no aviares. También destruyó una miríada de otros organismos terrestres, incluidos algunos mamíferos, aves, lagartijas, insectos, plantas y todos los pterosaurios. En los océanos, la extinción K-Pg acabó con plesiosaurios y mosasaurios y devastó los peces teleósteos, tiburones, moluscos (especialmente ammonites, que se extinguieron) y muchas especies de plancton. Se estima que el 75% o más de todas las especies de la Tierra desaparecieron. Sin embargo, la extinción también brindó oportunidades evolutivas: a raíz de ello, muchos grupos sufrieron una notable radiación adaptativa, divergencia repentina y prolífica hacia nuevas formas y especies dentro de los desorganizados y vaciados nichos ecológicos. Los mamíferos, en particular, se convirtieron en el nuevo grupo dominante y se diversificaron en el Paleógeno, desarrollando nuevas formas como caballos, ballenas, murciélagos y primates. El grupo superviviente de dinosaurios eran aves, aves terrestres y acuáticas que irradiaron a todas las especies modernas de aves. Los peces teleósteos, y quizás lagartos también irradiaron.

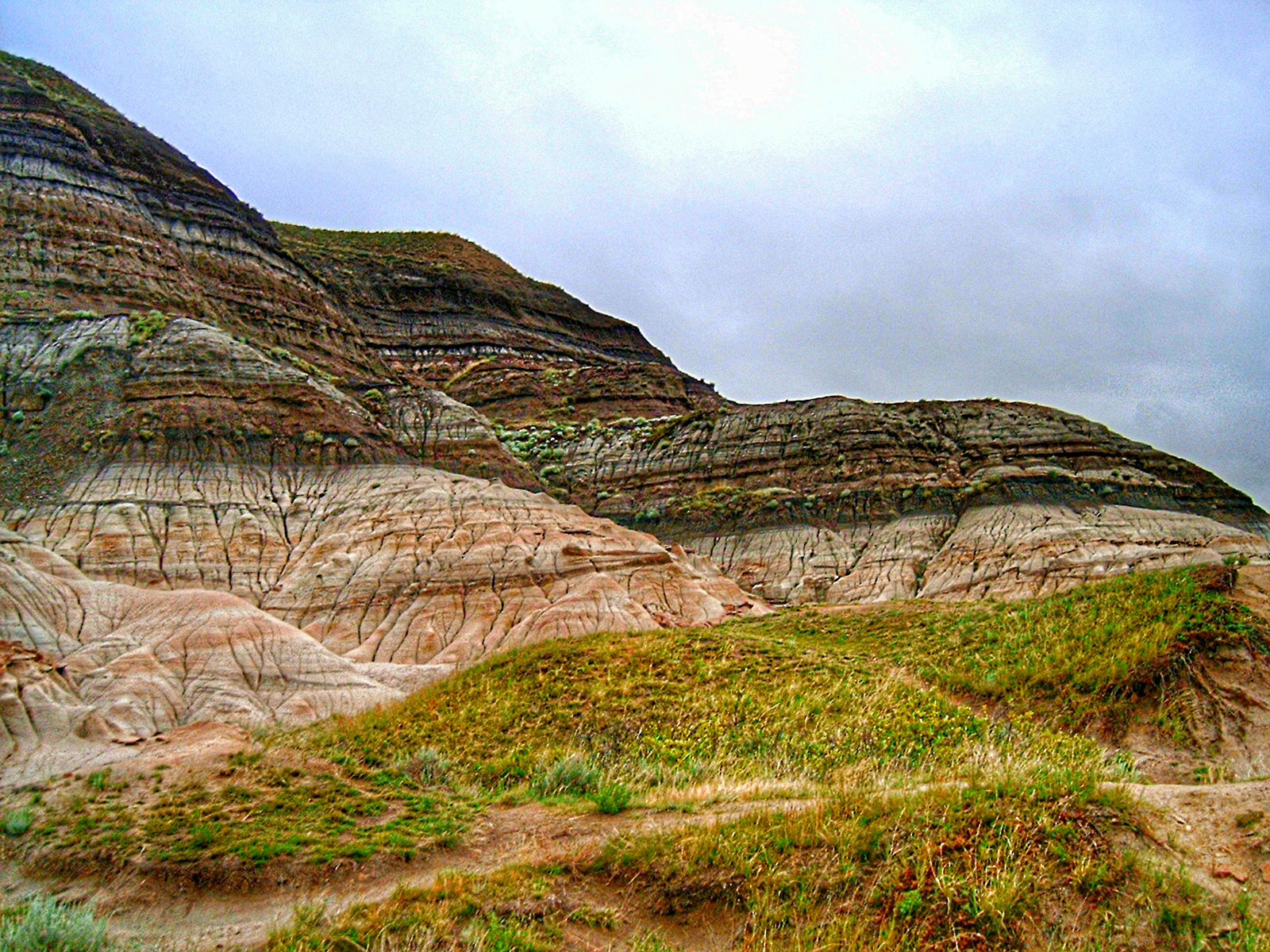
Badlands cerca de Drumheller, Alberta,  donde la erosión ha dejado al descubierto el límite K–Pg
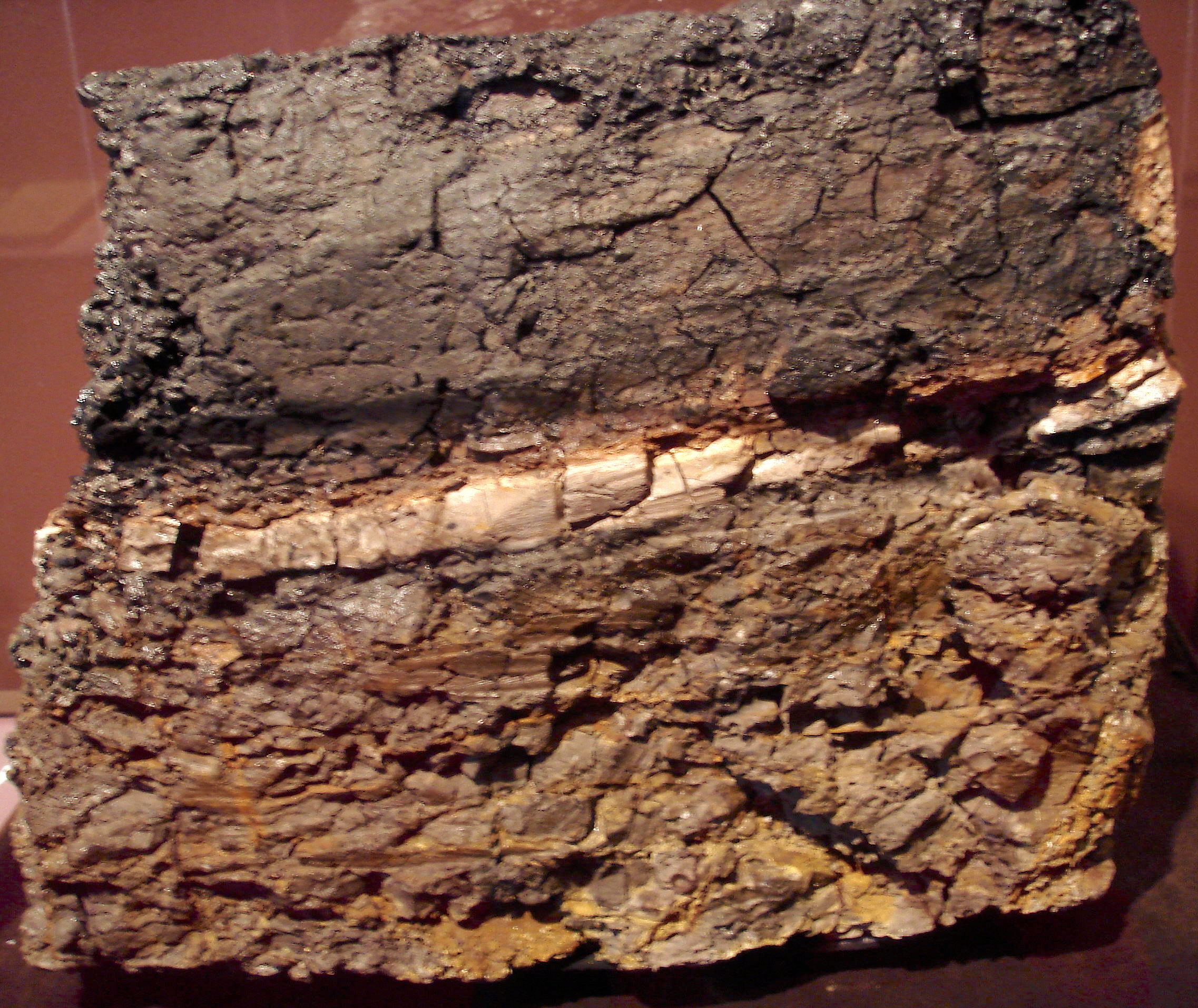
Una roca de Wyoming con una capa intermedia de arcilla que contiene 1000 veces más iridio que las capas superior e inferior. Fotografía tomada en el Museo de Historia Natural de San Diego.
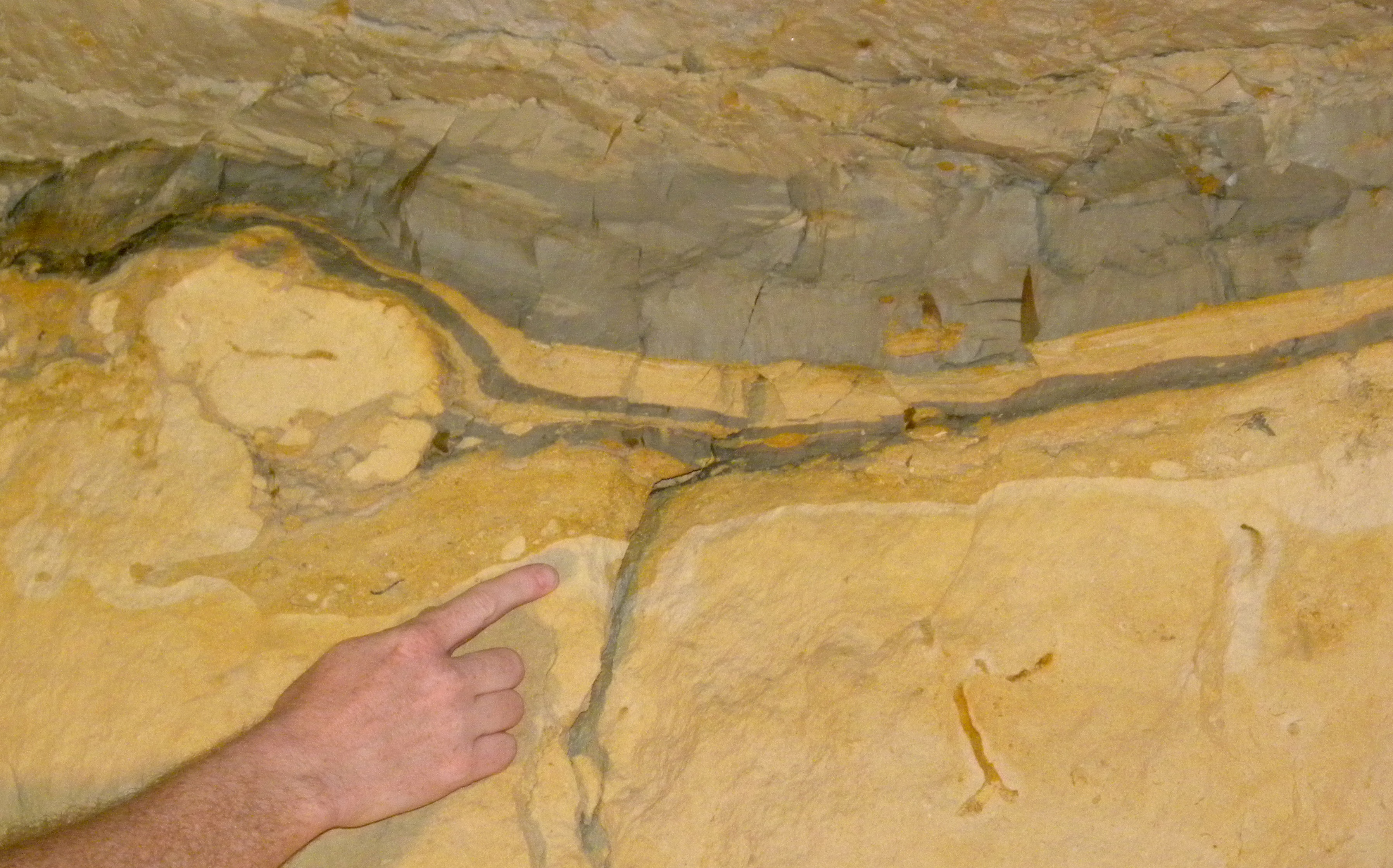
Capa de arcilla del complejo Cretácico-Paleógeno (gris) en los túneles de Geulhemmergroeve, cerca de Geulhem, Países Bajos. (El dedo está por debajo del límite real entre el Cretácico y el Paleógeno)

## Causas
Con el paso de los años se ha intentado explicar este fenómeno con varias hipótesis. Debido a que el fenómeno ocurrió hace millones de años, es complejo saber con exactitud qué fue lo que sucedió; depende de poder acceder e interpretar los indicios conservados en el registro geológico, por lo cual todas las hipótesis presentan una serie de problemas. Sin embargo, la teoría más aceptada por la comunidad científica a nivel mundial es la hipótesis de Álvarez y colaboradores.

### Hipótesis deÁlvarez y colaboradores

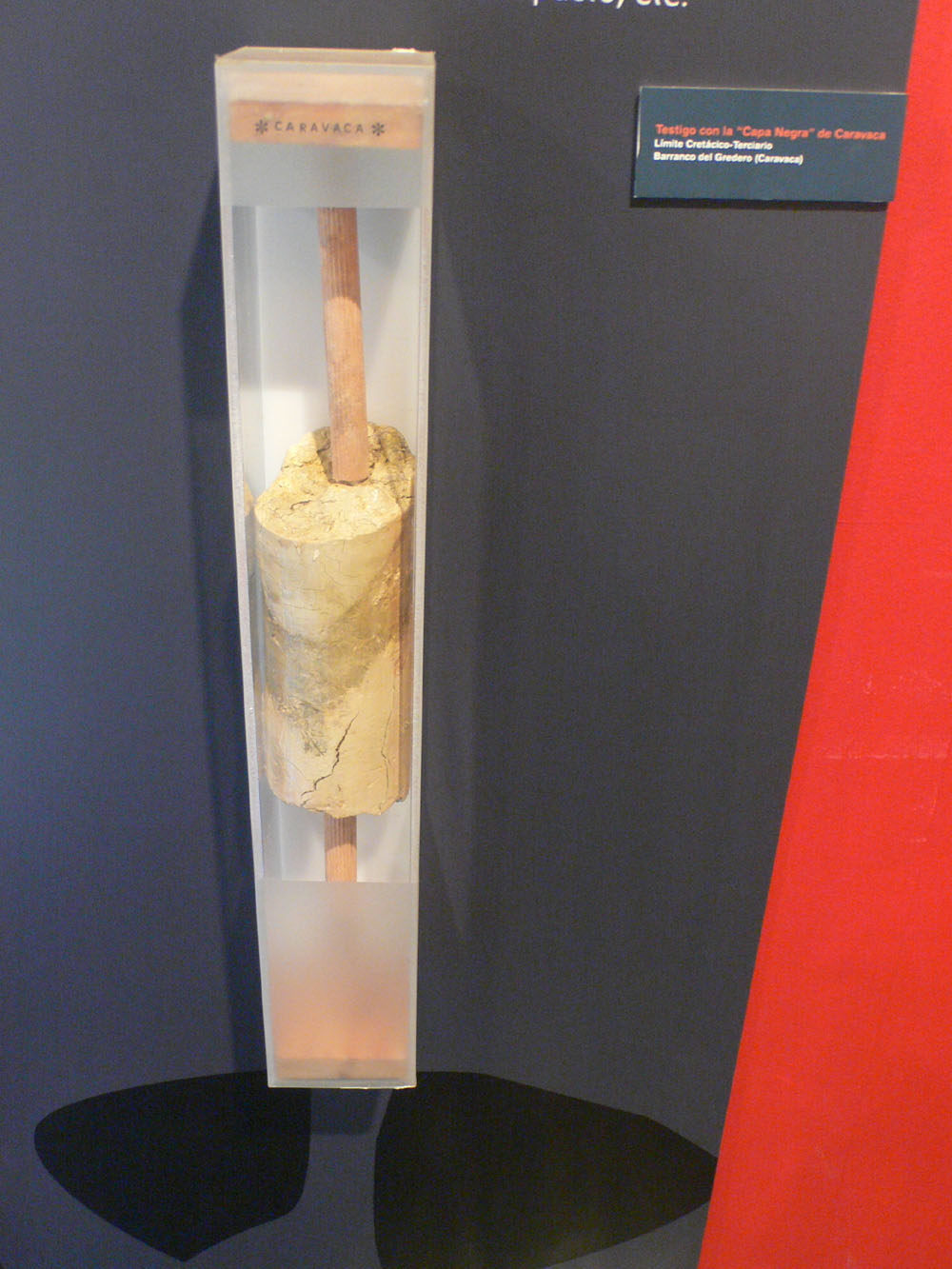
Testigo del límite K-T del barranco del Gredero en Caravaca de la Cruz (Región de Murcia). Exposición «Fósiles de la Región de Murcia».

En 1980 un grupo de investigadores liderados por el físico Luis Alvarez (Premio Nobel), su hijo el geólogo Walter Álvarez y otros colaboradores descubrieron, en las muestras tomadas por todo el mundo de las capas intermedias entre los períodos Cretácico y Terciario de hace 66 millones de años, una concentración de iridio cientos de veces más alta que lo normal.
Plantearon la así llamada «hipótesis Álvarez» o «hipótesis de Álvarez», conforme a la cual la extinción de los dinosaurios y de muchas otras formas de vida habría sido causada por el impacto de un gran meteorito contra la superficie de la Tierra hace 66 millones de años. 
Para demostrar esta hipótesis, las investigaciones se centraron en encontrar una capa en la corteza de la Tierra con niveles elevados de iridio. Los niveles del iridio son generalmente más altos en asteroides y otros objetos extraterrestres. La evidencia del iridio fue descubierta anteriormente al hallazgo del cráter de Chicxulub. Actualmente esta hipótesis es la más aceptada aunque también tiene sus problemas.

#### El cráter de Chicxulub

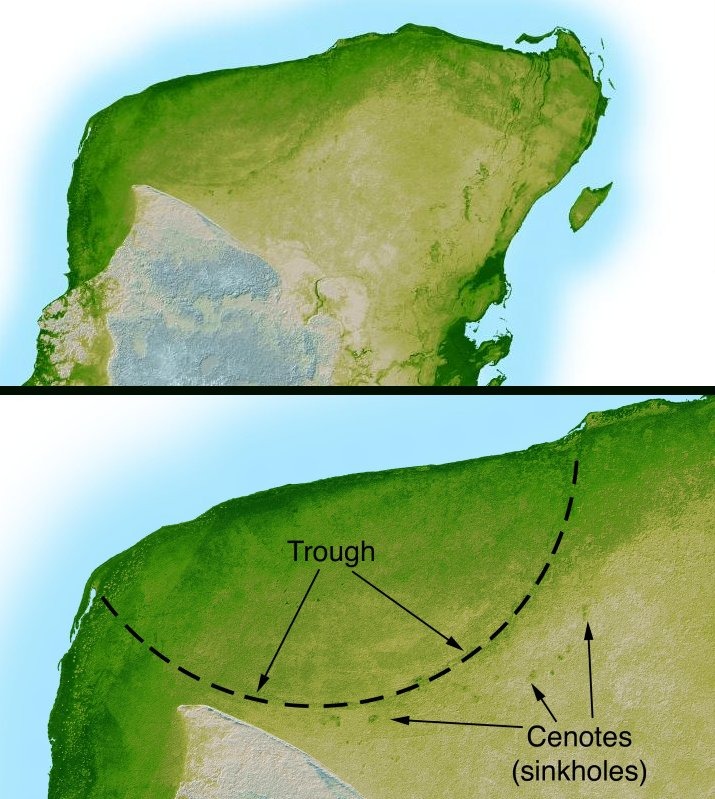
Cráter de Chicxulub en Yucatán.

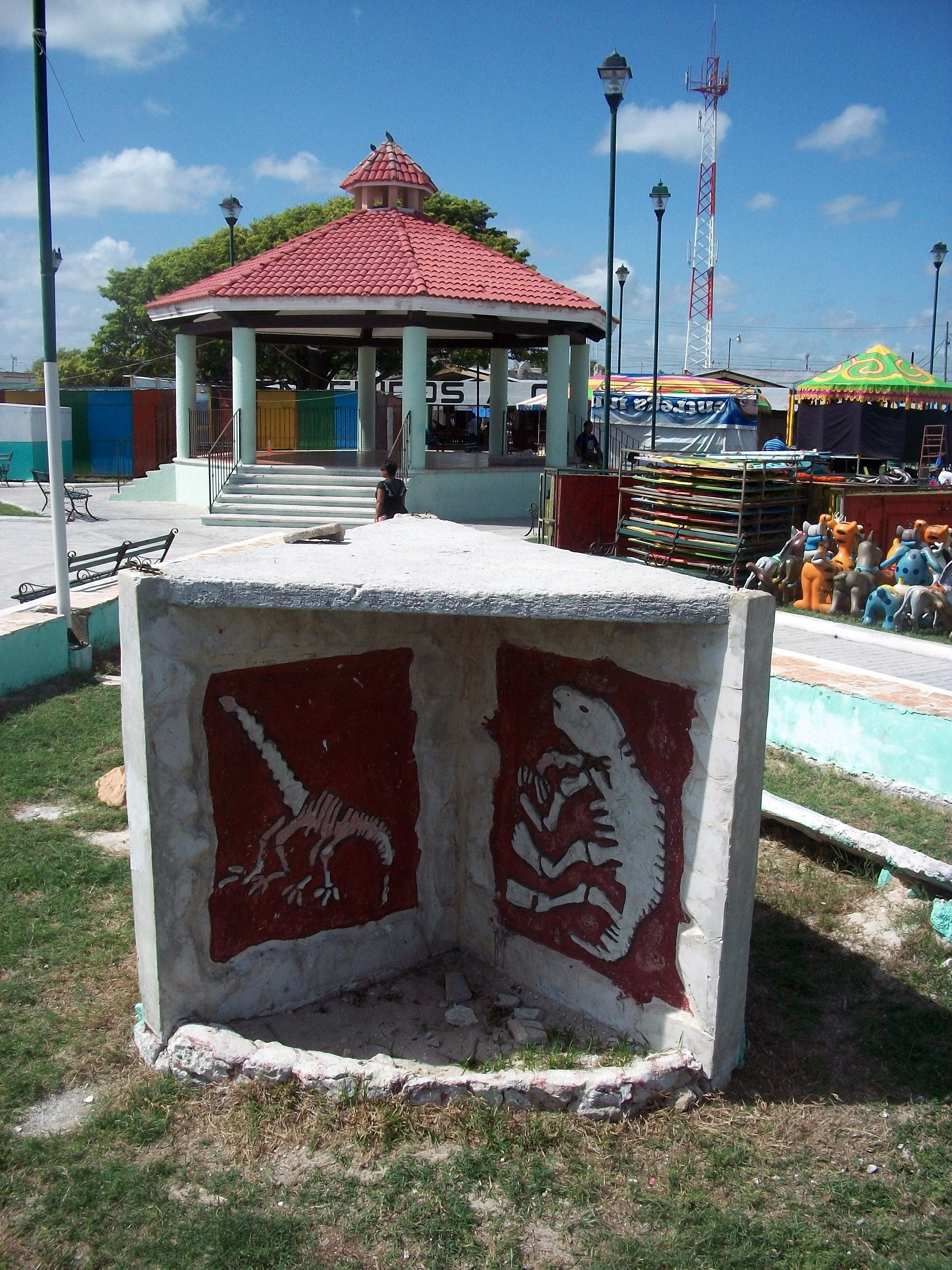
Estela ubicada en el centro del cráter, en el poblado de Chicxulub Puerto, Yucatán, México.

Durante la década que siguió a la publicación del estudio, la hipótesis de la extinción por el choque de un asteroide continuó siendo tema de debate entre geólogos y paleontólogos.
Una de las mayores objeciones a esta hipótesis era que no se conocía un cráter cuyas dimensiones correspondieran al tamaño calculado, que debería tener entre 150 y 200 km de diámetro. Si bien no sería imposible que la Tierra hubiera cambiado desde entonces escondiendo una deformación tal, en 1990 se ubicaron indicios en Haití de un tsunami de grandes proporciones que arrastró residuos de iridio. Buscando estudios geológicos realizados desde los años 1960 en adelante se pudo ubicar un cráter en Chicxulub, en la península de Yucatán, con un diámetro de unos 180 km.
Para algunos científicos, un problema de esta teoría es que la lectura de los registros fósiles sugiere que la extinción masiva de hace 66 millones de años duró cerca de diez millones de años, lo que no cuadra bien con que su causa fuera el impacto. Otros autores sostienen que la extinción fue muy rápida para la mayor parte de las especies. Es evidente que gran parte de estas discusiones está condicionada por la escasez de restos fósiles en grupos como los dinosaurios, si se calcula que la población al momento de su extinción pudo ser de 10 000 millones de estos animales en todo el mundo. Hasta el momento, la única zona conocida rica en restos de dinosaurios con continuidad sedimentaria a través del límite K/T es la Formación Hell Creek de Norteamérica, donde los especialistas en dinosaurios llevan décadas discutiendo sobre si su extinción fue catastrófica o se produjo gradualmente a lo largo de los últimos 10 millones de años del Cretácico.
A pesar de la dificultad de encontrar series ricas en fósiles de dinosaurios donde se haya registrado el límite K/T, una buena aproximación al debate puede realizarse calculando cómo varía su diversidad con el tiempo. En este sentido, el equipo de D. E. Fastowsky publicó en 2004, en la prestigiosa revista Geology, un trabajo donde analizaban estadísticamente la base de datos más completa que existe sobre la diversidad de restos óseos, huevos, coprolitos y huellas de dinosaurios encontrados en los cinco continentes. Dichos autores concluyeron que, lejos de descender, la diversidad de géneros fósiles relacionados con los dinosaurios dentro de los últimos 18,5 millones de años del Cretácico alcanzó un máximo justamente durante los dos millones de años previos al límite K/T, contradiciendo el aparente declive gradual que algunos autores han defendido.
Los foraminíferos planctónicos (organismos unicelulares marinos) son otro grupo muy estudiado en relación con las extinciones del límite K/T. Según los recientes resultados científicos de un equipo internacional de investigadores liderados por Gerta Keller (Universidad de Princeton, EE. UU.) y Thierry Adatte (Universidad de Neuchâtel, Suiza), el cráter es 300 000 años más antiguo que la lámina K/T (Cretácico-Terciario). Por el contrario, otros estudios con foraminíferos planctónicos llevados a cabo por el equipo de Jan Smit (Universidad Libre de Ámsterdam) o por equipo de micropaleontología de la Universidad de Zaragoza (España), sostienen que el impacto meteorítico tuvo lugar coincidiendo con el límite K/T.

### Teoría de los múltiples impactos
La teoría o hipótesis de los múltiples impactos es otro de los escenarios planteados como posible causa de la extinción masiva del Cretácico-Terciario. La teoría guarda un parecido a la presentada por los Álvarez, ya que también dice que la causa de la extinción habría sido la colisión de un objeto extraterrestre con la tierra, pero plantea dos escenarios. Expone que múltiples meteoritos colisionaron con la tierra, o bien, que un solo meteorito o asteroide se fragmentó en varias partes al entrar en contacto con la tierra, siendo el impacto que causó el cráter de Chicxulub uno de ellos. Otros posibles escenarios de impacto serían el cráter Silverpit y el cráter Shiva, en cuya formación pudo haberse producido un ascenso del manto terrestre a través de la fractura, explicando el origen geológico de los traps del Decán. El impacto podría haber sido parecido al ocurrido entre el cometa Shoemaker-Levy 9 con Júpiter.

### Lostrapsdel Decán
La gigantesca actividad volcánica que produjo los traps del Decán, en la India, también ha sido llamada a ser la causa de la extinción. Hay varias maneras en que estas pudieron haber causado la extinción, incluyendo la expulsión de polvo y otros gases que hubieran disminuido la cantidad de luz que ingresa al planeta, dificultando así la fotosíntesis además de enfriar el planeta; para luego con otros gases como el CO2 calentar el planeta y causar un efecto invernadero.
Originalmente se pensaba que la actividad volcánica empezó cerca de 68 millones de años atrás y duró cerca de 2 millones de años, aunque estudios más recientes afirman que pudieron haber sido aproximadamente 800 000 años. Años atrás esta teoría estaba asociada a una extinción lenta, sin embargo, luego Luis Álvarez expuso que los paleontólogos estaban obviando el efecto Signor–Lipps. Para problematizar más esta teoría, la mayoría de la evidencia encontrada desde la década de 1980 habla de una extinción más rápida que coincide más con el impacto de un meteorito.

### La disminución del nivel del mar
Al final del Cretácico, en el Maastrichtiense, hay evidencias de una fuerte disminución del nivel del mar, lo que habría causado una significativa disminución del espacio de la plataforma continental, hábitat de gran parte de la vida marina, además de otros cambios climáticos como el aumento de la temperatura. Sin embargo, estudios más recientes contradicen esta teoría enfatizando que no es posible que por sí sola haya logrado causar una extinción tan significativa.

### Múltiples causas
Archibald y Fastovsky propusieron, en 2004, un escenario que combina tres causas principales: la actividad volcánica, la disminución del nivel del mar y el impacto de un objeto contra la tierra. En este escenario, las especies tanto marinas como terrestres ya enfrentaban serios problemas causados por los cambios climáticos y por la pérdida del hábitat; así, al ser los dinosaurios los animales más grandes, fueron los primeros en ser afectados. Al mismo tiempo, el polvo y gases producto de la actividad volcánica enfriaron y secaron grandes áreas del planeta. En medio de este ambiente de tensión y estrés para la naturaleza, llegó el impacto de un meteorito, lo que causó el colapso de las especies que utilizaban la fotosíntesis, que son la base de la cadena alimenticia, por lo que toda la cadena colapsó. La mayor diferencia entre esta hipótesis con las otras que tratan solo una causa es que expone que las especies ya se encontraban luchando por su supervivencia antes del impacto, lo que debilitó severamente su capacidad de reacción y recuperación. Incluso se ha apuntado a la aparición de los insectos como una causa más, ya que estos produjeron cambios no solo en el entorno, sino que también contagiaron nuevas enfermedades que acabarían con la vida de los dinosaurios.